# Borstenbartvogel
Der Borstenbartvogel (Gymnobucco peli), auch Pelbartvogel genannt, ist eine Vogelart aus der Familie der Afrikanischen Bartvögel. Die unauffällig braun gefiederte Art kommt in Westafrika beiderseits des Äquators vor. Es werden keine Unterarten unterschieden. Die IUCN stuft den Borstenbartvogel als nicht gefährdet ein.

## Erscheinungsbild
Der Borstenbartvogel erreicht eine Flügellänge zwischen 7,7 und 8,9 Zentimetern. Der Schnabel wird zwischen 1,8 und 2,2 Zentimeter lang. Der Schwanz ist kurz und erreicht eine Länge zwischen 4,1 und 4,7 Zentimetern. Weibchen erreichen ähnliche Körpermaße. Es besteht kein auffälliger Sexualdimorphismus.
Männchen und Weibchen haben einen braunen Hinterkopf und Nacken sowie eine braune Kehle. Das Gesicht ist weitgehend unbefiedert und schwarz, es weist lediglich einige einzelne, haarähnliche schwarze Federn mit hellen Schäften auf. Am Schnabelgrund befinden sich Büschel rötlichbrauner Borsten. Die Körperoberseite ist braun. Die Steuerfedern sind ebenfalls braun. Die Körperunterseite ist von der Brust bis zu den Unterschwanzdecken ebenso braun, die Brust ist dabei etwas dunkler als die übrige Körperunterseite. Der Schnabel ist matt gelblich bis gelbbraun, der Oberschnabel sowie die Schnabelspitze bei vielen Individuen etwas heller. Die Augen sind braun bis rotbraun. Die Beine und Füße sind braun oder dunkel graubraun. Jungvögel ähneln den adulten Vögeln, ihre borstenähnlichen Federn am Schnabelgrund sind jedoch etwas dunkler und das Gesicht ist etwas stärker gefiedert.
Der Borstenbartvogel ist häufig mit dem Glatzenbartvogel und gelegentlich mit dem Trauerbartvogel vergesellschaftet. Von diesen beiden Arten unterscheidet sich der Borstenbartvogel durch seine helleren Borsten am Schnabelgrund. Ihm fehlt außerdem der graue Nacken, der für den Trauerbartvogel charakteristisch ist. Die Verbreitungsgebiete des Borstenbartvogels und des nahe verwandten Rußbartvogels überlappen sich nach jetziger Erkenntnis nicht. Die beiden Arten sind sich sehr ähnlich. Der Borstenbartvogel unterscheidet sich von dieser Art durch das hellere Gefieder und den helleren Schnabel.

## Verbreitungsgebiet
Das Verbreitungsgebiet des Borstenbartvogels erstreckt sich vom Süden der Elfenbeinküste über den Süden Ghanas nach Nigeria und Kamerun, Gabun, den Westen der DR Kongo bis in den Norden Angolas. Sein Lebensraum sind Wälder in den Tiefebenen, er kommt aber bis in Höhenlagen von 1100 Metern vor. Er ist weniger häufig und ein ausgeprägterer Waldbewohner als der Glatzenbartvogel.

## Lebensweise
Die Lebensweise des Borstenbartvogels ist bislang nur sehr unzureichend untersucht. Er sucht im Blattwerk fruchttragender Bäume nach Nahrung und hängt dabei häufig meisenähnlich kopfüber an den Ästen. Er frisst Früchte, Nektar und vermutlich auch Insekten. Er nistet und ruht in Baumhöhlen in der Nähe von Glatzenbartvögeln und Trauerbartvögeln. Bis jetzt wurden keine Bruthöhlen des Borstenbartvogels gefunden, die sich nicht in der Nachbarschaft dieser beiden Arten befanden. Seine Höhlen zimmert er selbst. In Gabun brütet er im Zeitraum Oktober bis April, in den trockeneren Regionen Kameruns erstreckt sich die Fortpflanzungszeit über einen noch längeren Zeitraum. In Ghana brütet er mindestens in den Monaten November und Dezember. Ansonsten ist über die Brutbiologie dieser Art nichts bekannt.

## Belege

### Weblink
- Gymnobucco peli in der Roten Liste gefährdeter Arten der IUCN 2013.2. Eingestellt von: BirdLife International, 2012. Abgerufen am 2. Februar  2014.